# Georg Feuerstein
Dr. Georg Feuerstein (Duitsland, 27 mei 1947 - Saskatchewan,  25 augustus 2012) is een bekend Indiakundige en wordt in het Westen gezien als een autoriteit op het gebied van yoga.
Feuerstein vertrok voor zijn doctoraal onderzoek naar de Durham Universiteit in Engeland en vertrok vervolgens voor de komende 23 jaar naar de VS. Feuerstein heeft over 30 boeken geschreven op het gebied van de mystiek, yoga, tantra en hindoeïsme. Hij heeft verschillende antieke teksten vertaald, waaronder de Yogasoetra's van Patanjali en de Bhagavad gita.

## Voetnoten
1. ↑  (en) Yoga-ez-fitness-wear, Biografie Georg Feuerstein
2. ↑  (nl) Universele Witte Broederschap